# Yttrium
Yttrium is een scheikundig element met symbool Y en atoomnummer 39. Het is een zilverwit overgangsmetaal.

## Ontdekking
In 1794 is yttriumoxide (Y2O3) ontdekt in het mineraal gadoliniet door de Finse chemicus en geoloog Johan Gadolin. Later is het in 1828 voor het eerst geïsoleerd door Friedrich Wöhler door yttriumchloride (YCl3) te reduceren met kalium.
Het element is genoemd naar de Zweedse groeve Ytterby. In de omgeving werden en worden lanthanoïdehoudende mineralen gevonden waarin ook vaak yttrium wordt aangetroffen. Andere elementen die naar deze stad zijn vernoemd zijn erbium, terbium en ytterbium.

## Toepassingen
- Met europium gedoteerde yttriumverbindingen, YVO4:europium en Y2O3:europium worden als fosforescenten toegepast in kleurentelevisies voor de rode pixels.[1]
- Yttrium-ijzer-granaten (YIG) blijken effectieve filters voor microgolfstraling en zijn zeer goede geleiders van akoestische energie.[1]
- Yttrium-aluminium-granaten (YAG) hebben een hardheid van 8,5 op de hardheidsschaal van Mohs en kunnen daarmee beschouwd worden als edelsteen.[1]
- Yttrium vormt legeringen met aluminium en magnesium die aanmerkelijk sterker zijn dan de zuivere metalen.
- Yttrium katalyseert de polymerisatie van etheen.
- Een andere belangrijke toepassing van yttrium is in YAG-lasers. Een belangrijk onderdeel hiervan zijn yttrium-aluminiumkristallen waarbij een klein deel van de yttriumatomen is vervangen door neodymium.
- Yttrium wordt gecombineerd met zirkonium voor het vervaardigen van tandheelkundige restauraties.

## Zevalin
Rond 2007 is onderzoek gedaan naar het gebruik van een radioactieve isotoop van yttrium in cytostatica. Patiënten met een bepaalde vorm van non-hodgkinlymfoom (NHL) lijken baat te hebben bij behandeling met ibritumomab tiuxetan (handelsnaam Zevalin): radioactief 90Y met een halveringstijd van 2,46 dagen, is gekoppeld aan monoklonale antilichamen die gericht zijn tegen specifieke antigene determinanten (herkenbare oppervlaktestructuren) van de tumorcellen. Anno 2020 wordt Zevalin gebruikt bij volwassen patiënten met folliculair B-cel NHL.
De antilichamen, die dus radioactief yttrium meedragen, binden zich aan de tumorcellen. Daardoor zal de radioactiviteit, die de cellen vernietigt, zich in het tumorweefsel kunnen concentreren. Doordat de straling precies op de juiste plek afgegeven wordt, wordt het omringende gezonde weefsel gespaard.

## Opmerkelijke eigenschappen
Yttrium wordt net als scandium tot de zeldzame aarden gerekend, omdat een aantal chemische eigenschappen vergelijkbaar zijn met  die van de lanthanoïden. Onder normale omstandigheden is het metaal vrij stabiel, maar als fijn verdeeld poeder kan het makkelijk ontbranden in aanwezigheid van zuurstof.

## Verschijning
In vrijwel alle mineralen waarin lanthanoïden voorkomen wordt ook yttrium aangetroffen. Ook in uraniumerts komt yttrium regelmatig voor. De concentraties daarin zijn echter te laag om het daaruit op commerciële basis te winnen. De meest gebruikte yttriumbronnen zijn de mineralen monaziet en bastnäsiet die tot 3% respectievelijk 0,2% yttrium in verbindingen bevatten. De meest toegepaste isolatiemethode is het reduceren van yttriumfluoride met metallisch calcium. Desalniettemin is het een erg lastig karwei om yttrium te scheiden van andere zeldzame aarden.
Stenen die met de Apollo 11 van de maan terug naar de aarde werden gebracht, bleken relatief hoge concentraties yttrium te bevatten.

## Isotopen
| Stabielste isotopen | Stabielste isotopen | Stabielste isotopen      | Stabielste isotopen      | Stabielste isotopen      | Stabielste isotopen      |
| Iso                 | RA (%)              | Halveringstijd           | VV                       | VE (MeV)                 | VP                       |
| ------------------- | ------------------- | ------------------------ | ------------------------ | ------------------------ | ------------------------ |
| 88Y                 | syn                 | 106,65 d                 | EV                       | 3,623                    | 88Sr                     |
| 89Y                 | 100                 | stabiel met 50 neutronen | stabiel met 50 neutronen | stabiel met 50 neutronen | stabiel met 50 neutronen |

In de natuur komt er één stabiele yttriumisotoop voor (89Y). De stabielste radioactieve isotoop is 88Y met een halveringstijd van iets meer dan 100 dagen. 90Y komt samen met het strontiumisotoop 90Sr vrij bij kernproeven.

## Toxicologie en veiligheid
Yttriumverbindingen worden in het algemeen als zeer giftig beschouwd. Sommige yttriumzouten kunnen kankerverwekkend zijn.